# Pistoia Basket 2009-2010
Il Pistoia Basket 2000 stagione 2009-2010, sponsorizzato Carmatic, ha preso parte al campionato professionistico italiano di Legadue.

## Roster
| Giocatori |
| --------- |

|    | Naz.                                     | Ruolo | Sportivo           | Anno | Alt. | Peso |  |
| -- | ---------------------------------------- | ----- | ------------------ | ---- | ---- | ---- |  |
| 4  | Italia (bandiera)                        | PG    | Simone Berti       | 1985 | 196  | 93   |  |
| 6  | Argentina (bandiera) · Italia (bandiera) | G     | Juan Marcos Casini | 1980 | 188  | 82   |  |
| 7  | Francia (bandiera)                       | AC    | Bill Phillips      | 1979 | 206  | 106  |  |
| 8  | Italia (bandiera)                        | AC    | Fiorello Toppo     | 1980 | 198  | 106  |  |
| 12 | Nigeria (bandiera)                       | PG    | Tony Skinn         | 1983 | 185  | 78   |  |
| 13 | Italia (bandiera)                        | PG    | Alessandro Infanti | 1985 | 190  | 88   |  |
| 15 | Stati Uniti (bandiera)                   | A     | Tamar Slay         | 1980 | 204  | 102  |  |
| 19 | Italia (bandiera)                        | AC    | Matteo Canavesi    | 1986 | 204  | 97   |  |

| Staff tecnico             |
| ------------------------- |
| Allenatore: Paolo Moretti |
| Assistente: Fabio Bongi   |

| Giocatori acquisiti a stagione in corso |
| --------------------------------------- |

|    | Naz.                                    | Ruolo | Sportivo                        | Anno | Alt. | Peso |  |
| -- | --------------------------------------- | ----- | ------------------------------- | ---- | ---- | ---- |  |
| 10 | Svezia (bandiera)                       | AC    | Martin Ringström dal 6 novembre | 1981 | 206  | 108  |  |
| 7  | Slovenia (bandiera) · Italia (bandiera) | A     | Gregor Fučka dal 19 novembre    | 1971 | 215  | 98   |  |

Legaduebasket: Dettaglio statistico